# منظم ضغط

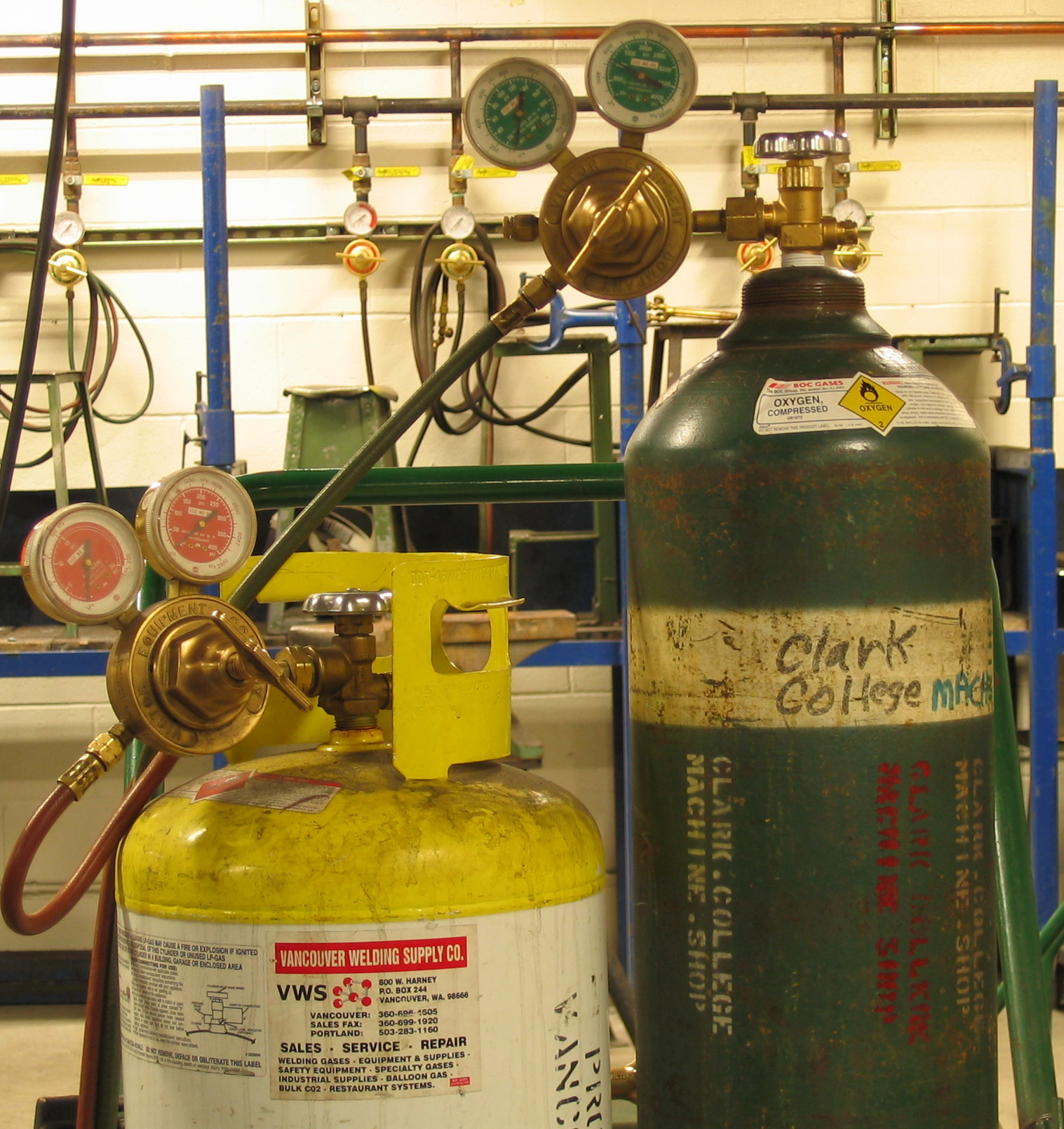
أسطوانات تستخدم منظمات ضغط ثنائية المرحلة

منظم الضغط هو صمام يمنع مرور السائل أو الغاز عند ضغط معين تلقائيا. تستخدم منظمات الضغط لتمكين استخدام الموائع من خطوط تزويد أو خزانات على ضغوط مرتفعة بحيث يخفض هذا الضغط لمستويات تكون إما آمنة أو مناسبة (أو كلاهما) للتطبيقات المختلفة.

## آلية العمل

صمام للضغط أحادي المرحلة

تتمثل الوظيفة الأساسية لمنظم الضغط بمطابقة ضغط المادة الخارجة منه مع ما تتطلبه باقي العملية. فالمنظم يزيد أو يقلل من كمية الغاز المارة من خلاله بحسب الزيادة أو الانخفاض في الكمية المطلوبة في العملية مما يبقي الضغط عند المستوى المطلوب على الطرف الصادر من المنظم.
يتكون منظم الضغط من عنصر إعاقة وعنصر ثقلي وعنصر قياس. أما عنصر الإعاقة فهو نوع من الصمامات كالصمام الكروي أو صمام الفراشة أو صمام قفاز، أو أي نوع آخر من الصمامات قادر على العمل التحكم بسريان المائع بشكل سلسل. العنصر الثقلي يزود عنصر الإعاقة بالحمل اللازم ويمكن أن يكون كتلة وزنية أو نابض أو مكبس أو غشاء تحكم مرتبط بنابض. عندما يضغط الغشاء باتجاه قرص توسع، تتوزع القوة على جدران الصمام المضغوطة، وبالتالي يمكن للمائع أن يسري بالمعدل المطلوب. وأخيرا، يحدد عنصر القياس نقطة تساوي السريان الداخل للصمام مع ذلك الخارج منه. وعادة ما يستخدم الغشاء كعنصر قياس إذ باستطاعته القيام بكلتي المهمتين.
في رسم الصمام أحادي المرحلة الموضح جانبا، يستخدم الغشاء مع صمام قفاز للتحكم بالضغط. فكلما زاد الضغط في الحجرة العلوية دفع الغشاء للأعلى مما يقلل من سريان المائع نتيجة لحركة الصمام، وبالتالي يقل الضغط الخارج من الصمام. وبالتحكم بالمسمار العلوي يمكن التحكم بالضغط الخارج من الصمام.